# Georgette Baumard
Georgette Baumard, épouse Hivert, née le 21 mai 1925 à Balesmes, en Indre-et-Loire, et morte le 8 juillet 2022 à Abilly, dans le même département, est une résistante française ayant reçu la médaille de la Résistance française[réf. nécessaire], la croix de guerre et une reconnaissance officielle des États-Unis.

## Biographie

### Famille
Elle naît le 21 mai 1925 et grandit dans une ferme à Balesmes, près de Descartes, en Indre-et-Loire.
Son père, traumatisé par la Première Guerre mondiale, est fervent pacifiste et, au moment de la défaite de 1940, pose un drapeau blanc sur la ferme.

### Engagement et résistance
Dès juin 1940, les parents et les frères de Georgette viennent en aide aux réfugiés qui sont nombreux aux abords de la ferme. Puis, à partir de février 1941, ils apportent leur soutien à des soldats évadés, des réfractaires du STO, des soldats alliés. Ses deux frères, André et Marcel, permettent à des fugitifs de passer la ligne de démarcation. Ils entrent en contact avec l'abbé Péan, très actif dans la résistance tourangelle. Ce dernier amène un aviateur américain blessé, et c'est Georgette qui le prend en charge, l'aide à passer la ligne de démarcation. Ce fait de bravoure, dans un contexte de proximité des forces allemandes, lui vaudra une reconnaissance du président des États-Unis au nom du peuple américain pour services rendus dans l'assistance aux soldats alliés afin d'échapper à l'ennemi.
Georgette intègre les forces françaises combattantes (FFC), et plus précisément le réseau HECTOR. Elle fournit de nombreux renseignements sur les mouvements de troupes nazies, qui lui vaudra la citation à la croix de guerre en 1948.

### Après-guerre
Elle épouse en 1945 Paul Hivert, un résistant qu'elle a connu en Indre-et-Loire.
Elle décède le 8 juillet 2022 à Abilly, en Indre-et-Loire.

## Distinctions

### Décorations
- Croix de guerre 1939–1945, palme de bronze (15 juillet 1948)[3]
- Médaille de la Résistance française[réf. nécessaire]

### Reconnaissance
- Témoignage de reconnaissance du président des Etats-Unis au nom du peuple américain pour services rendus dans l'assistance aux soldats alliés afin d'échapper à l'ennemi.